# Tram ATM serie 5000 (Torino)

Interno del tram

Le vetture tranviarie serie 5000 dell'ATM di Torino, ora del GTT, sono una serie di vetture tranviarie articolate a piano parzialmente ribassato.

## Genesi
Nel 1985 la FIAT, nell'ambito di un progetto di ricerca condotto in collaborazione con il CNR, realizzò un veicolo sperimentale derivato dalla trasformazione di una vettura serie 2800 dell'ATM di Torino. L'innovazione consisteva nella sostituzione della giostra centrale con un carrello di nuova concezione progettato dall'ingegnere Pierantonio Losa, equipaggiato con ruote folli di soli 680 mm di diametro. La sospensione secondaria era pneumatica mentre quella primaria risultava assente. Sui copriruota della giostra di forma ovale che appoggiava su tale carrello erano disposte due serie di sedili a disposizione dei viaggiatori.
Tale soluzione consentì di realizzare un veicolo a piano parzialmente ribassato (la sezione centrale risultava a 340 mm dal piano del ferro) che permetteva tempi di incarrozzamento più rapidi rispetto ai tram allora in uso all'epoca e un minor disagio per l'utenza. Ne risultò un veicolo dalla tipologia analoga a quella in corso di progettazione e sperimentazione su diverse altre reti europee. Il prototipo fu presentato alla stampa il 7 maggio dello stesso anno.
Un secondo prototipo venne realizzato da FIREMA, utilizzando in tal caso una cassa di nuova concezione, sul quale vennero sperimentati due differenti carrelli centrali progettati rispettivamente dagli ingegneri Vianello e Vigliani; la vettura assunse la numerazione 5500. Tale veicolo fu ceduto in seguito, nel 2001, al Dopolavoro Ferroviario di Cremona.
Nel settembre 1985 l'ATM formalizzò un accordo con la FIAT per la trasformazione di parte dell'ordine di vetture della serie 7000 allora in corso di costruzione: il numero complessivo di queste ultime, ideate per la rete di "metropolitane leggere" ipotizzata nel piano di riforma del 1982, sarebbe stato limitato a 51 e in luogo delle restanti si sarebbero realizzati 54 tram di nuovo tipo, classificati nella serie 5000.
Una "maquette" del frontale dei nuovi tram, che nell'estetica riprendevano le linee del prototipo FIREMA, fu allestita all'interno di uno dei depositi tranviari ATM; fra le soluzioni tecnologiche confermate rispetto ai prototipi era il posizionamento delle apparecchiature di trazione e frenatura sul tetto.

## Caratteristiche

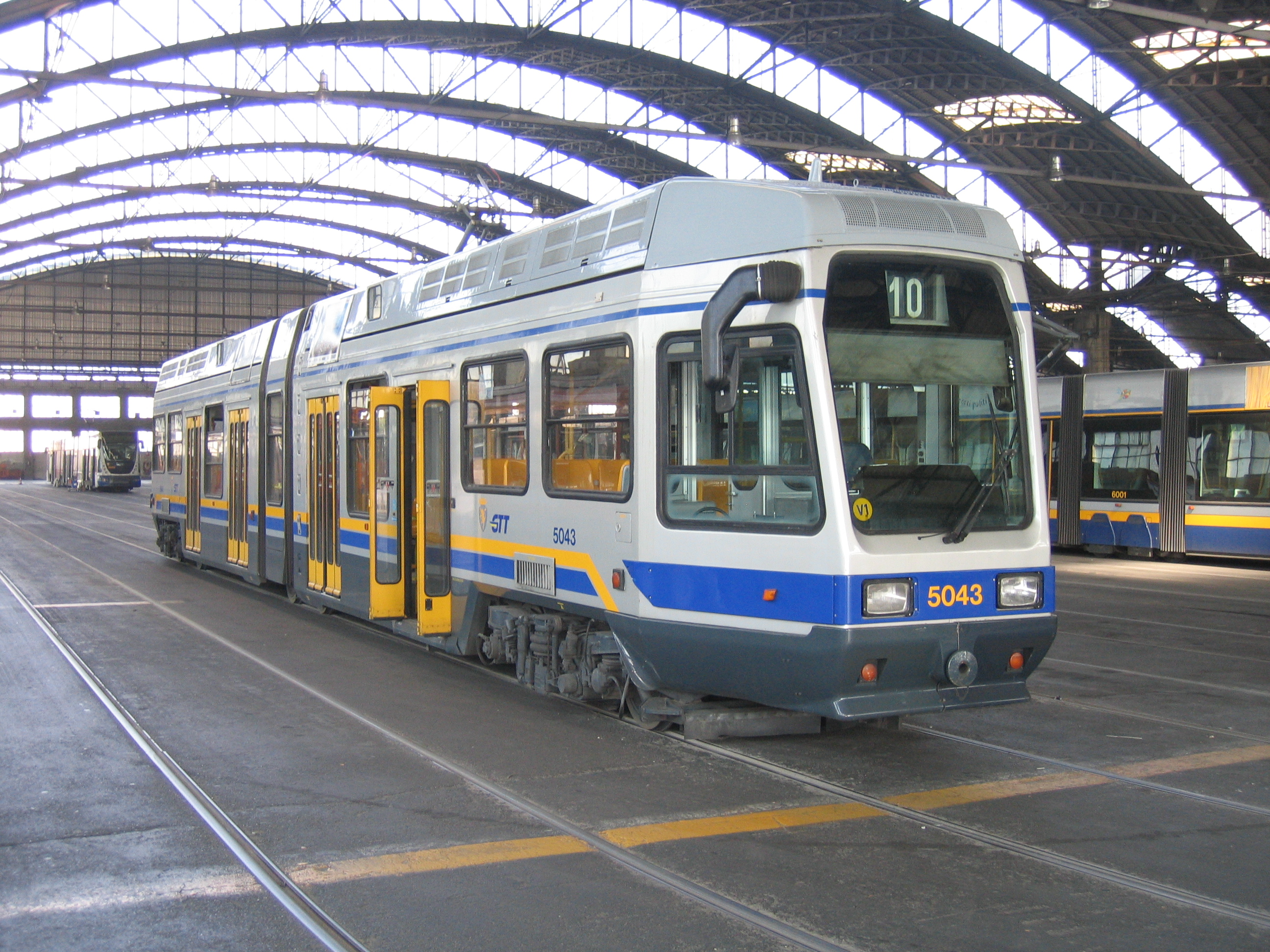
Tram 5043 in deposito, nel 2007

L'equipaggiamento elettrico è realizzato dall'Ansaldo. Le vetture serie 5000 sono equipaggiate con azionamenti a chopper realizzati con tiristori GTO raffreddati al freon, che alimentano i due motori di trazione Ansaldo 4 ELO 2245 a corrente continua autoventilanti posti sui carrelli di estremità (rodiggio B'2'B'). La potenza nominale è di 300 kW.
I carrelli motori presentano un passo di 1.900 mm e impongono un'altezza del piano di calpestio dei due vani passeggeri di estremità di 870 mm rispetto al piano stradale. Il passo del carrello portante è di 1.400 mm, mentre il passo fra i carrelli di ciascuna cassa misura 7.200 mm.
La capacità delle vetture, lunghe 22 metri, è di 51 posti a sedere e 129 in piedi ospitati in una cassa doppia in lega leggera di alluminio realizzata dalla FIAT con parti meccaniche fornite dall'Officina Meccanica della Stanga (Padova); grazie alla massa ridotta a sole 29,5 t la velocità massima di 60 km/h viene raggiunta mediante accelerazione di 1 m/s2 fino a 35 km/h.

## Servizio
Il 24 febbraio 1989 il primo esemplare della nuova serie 5000 fu presentato ufficialmente dalla FIAT.
In un primo periodo tali elettromotrici, via via che venivano immesse in servizio, condivisero con i tram della serie 7000 i servizi sulla linea 3, pur su un percorso limitato: trattandosi di vetture monodirezionali queste necessitavano di un anello di ritorno e non potevano dunque servire il capolinea orientale tronco di Piazza Hermada.
In previsione delle partite di calcio che si sarebbero tenute nell'ambito dei mondiali del 1990 fu inaugurato un nuovo collegamento, identificato come linea 9, fra Torino Esposizioni ed il nuovo Stadio delle Alpi (Piazza Stampalia); tale relazione venne esercita con le vetture serie 5000.
Nel 1991 vennero attuati massicci lavori di conversione della rete per l'esercizio con vetture dotate di pantografo, in sostituzione della preesistente presa di corrente ad asta e rotella che equipaggiava le vetture ATM. Dalla metà di novembre le vetture della serie 5000 presero dunque servizio anche sulla linea 10. Da allora il servizio con tali tram si è esteso alle altre linee sociali.

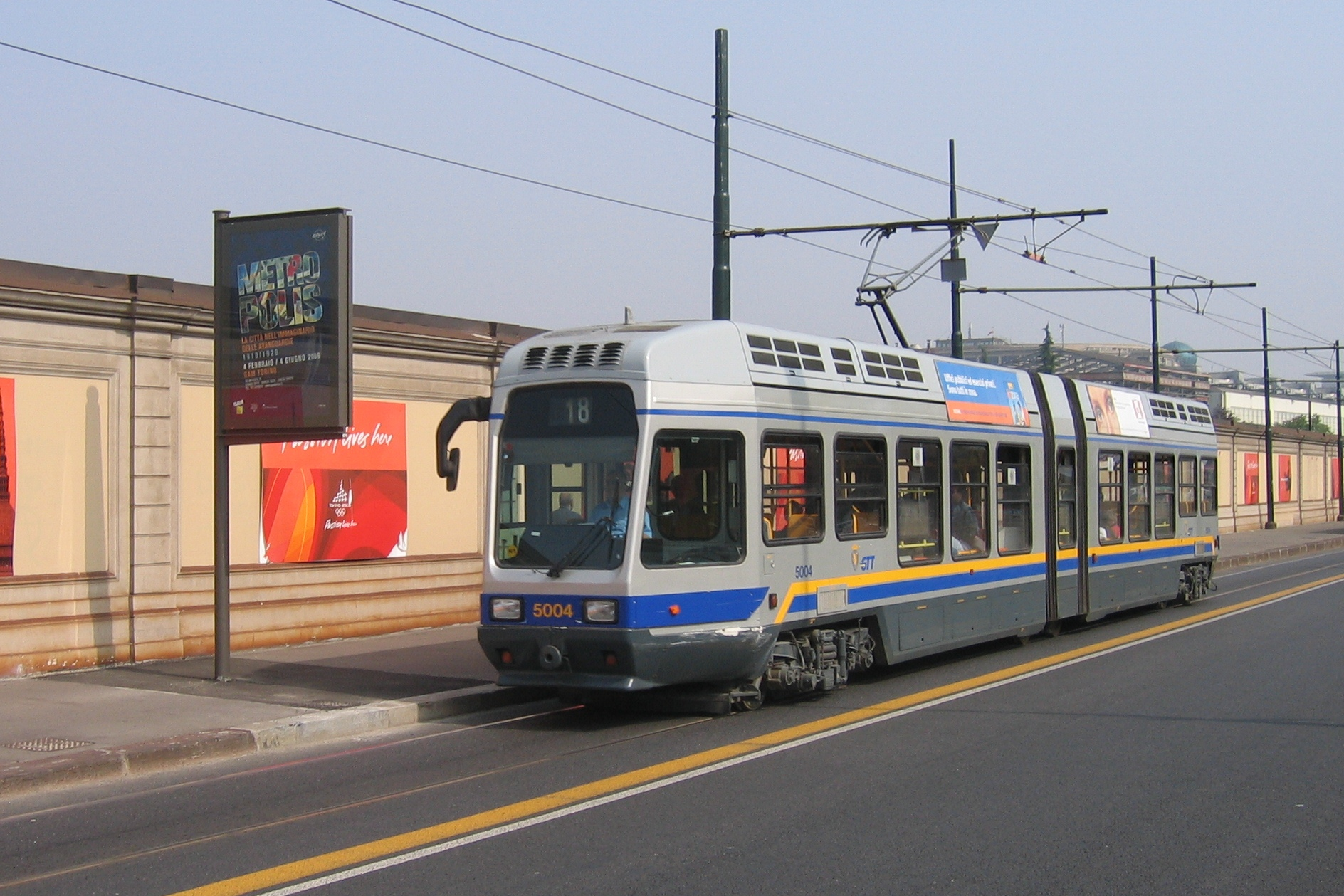
Tram 5004 in servizio sulla linea 18, nel 2006, in Via Nizza (tratto Nizza Millefonti)

In occasione della presentazione del nuovo Piano Generale del Traffico di Torino e dell'ordinazione di una nuova serie di 55 tram a piano integralmente ribassato (futura serie 6000), la vettura n. 5051 fu riverniciata con un nuovo schema di colori che presentava due fasce giallo/blu rappresentanti i colori istituzionali del capoluogo piemontese; tale schema non fu poi confermato ed in sua vece si decise di adottare quello attuale, sempre contenente fasce gialle e blu ma con la cassa verniciata in grigio metallizzato.